# Lake Magdalene
Lake Magdalene is een plaats (census-designated place) in de Amerikaanse staat Florida, en valt bestuurlijk gezien onder Hillsborough County.

## Demografie
Bij de volkstelling in 2000 werd het aantal inwoners vastgesteld op 28.755.

## Geografie
Volgens het United States Census Bureau beslaat de plaats een oppervlakte van
30,3 km², waarvan 27,4 km² land en 2,9 km² water.

## Plaatsen in de nabije omgeving
De onderstaande figuur toont nabijgelegen plaatsen in een straal van 8 km rond Lake Magdalene.